# Jarelle Reischel
Jarelle Alexander Reischel (* 17. Mai 1992 in South Carolina) ist ein deutsch-US-amerikanischer Basketballspieler. Er misst zwei Meter und wird als Flügelspieler eingesetzt.

## Laufbahn
Reischel, der Sohn einer Deutschen und eines in Deutschland stationierten US-Soldaten, wurde im US-Bundesstaat South Carolina geboren und wuchs ab dem zweiten Lebensjahr in Frankfurt am Main auf. Er spielte für Eintracht Frankfurt unter anderem in der Nachwuchs-Basketball-Bundesliga. Im Juli 2008 ging er mit 16 Jahren in die Vereinigten Staaten, spielte Basketball an der Point Pleasant Beach High School im Bundesstaat New Jersey und wurde zweimal als bester Akteur der Shore Conference ausgezeichnet, ehe er 2011 an die Rice University in Houston wechselte.
Nach der Saison 2011/12 entschloss er sich, Studium und Basketballlaufbahn an der University of Rhode Island fortzusetzen, musste nach dem Wechsel den Transferbestimmungen der NCAA zufolge aber eine Saison aussetzen. Reischel bestritt in den Spielzeiten 2013/14 und 2014/15 insgesamt 64 Partien für Rhode Island und wechselte vor der Abschlusssaison seiner Collegelaufbahn noch einmal die Hochschule. In der Saison 2015/16 lief er für die Eastern Kentucky University auf und avancierte mit einem Schnitt von 17,9 Zählern pro Begegnung zum besten Korbschützen der Mannschaft.
Nach dem Abschluss seiner Universitätszeit in den USA wurde Reischel von NBA-Klubs zum Probetraining eingeladen, erhielt aber keinen Vertrag. Dann kehrte Reischel nach Deutschland zurück und unterzeichnete im August 2016 beim Bundesliga-Aufsteiger SC Rasta Vechta sein erstes Arbeitspapier als Berufsbasketballspieler. Im Oktober 2016 wurde sein Vertrag in Vechta auf seinen Wunsch hin zur Überraschung des Vereins aufgelöst, Reischel kam in einem Bundesliga-Spiel für die Niedersachsen zum Einsatz.
Am 30. Oktober 2016 wurde er beim Draft der NBA Development League an fünfter Stelle der zweiten Runde (27. Position insgesamt) von den Salt Lake City Stars ausgewählt, wurde aber vor dem Saisonbeginn aus dem Kader der Mannschaft gestrichen. Ende März 2017 wurde er von den Westchester Knicks, die ebenfalls Mitglied der NBA Development League sind, verpflichtet. Er bestritt zwei Spiele für die Mannschaft und erzielte im Durchschnitt 3,5 Punkte pro Begegnung.
Im Juli 2017 wurde Reischel vom deutschen Zweitliga-Aufsteiger PS Karlsruhe unter Vertrag genommen. Mit der Mannschaft erreichte er in der Saison 2017/18 das Halbfinale der 2. Bundesliga ProA. Reischel war mit 13,9 Punkten pro Spiel (37 Saisoneinsätze) zweitbester Korbschütze der Karlsruher. Anschließend nahm er einen weiteren Anlauf in Richtung Basketball-Bundesliga und nahm während der Sommerpause 2018 ein Angebot der Telekom Baskets Bonn an. Nach einem Jahr trennten sich die Wege von Reischel und den Bonner jedoch wieder, nachdem er für die Rheinländer in der Bundesliga-Spielzeit 2018/19 in 34 Einsätzen im Durchschnitt 2,7 Punkte erzielt hatte.
Anfang August 2019 wurde er zum zweiten Mal vom Bundesligisten SC Rasta Vechta verpflichtet. Er wurde in der Saison 2019/20 in 20 Bundesliga-Begegnungen eingesetzt und erreichte 2,7 Punkte je Partie. Im November 2020 nahm Zweitligist Rostock den Flügelspieler unter Vertrag, er wechselte zur Saison 2021/22 innerhalb der Liga zu den Eisbären Bremerhaven. Reischel blieb bis 2024 in Bremerhaven.
Im Sommer 2024 nahm er ein Angebot des isländischen Erstligisten Keflavík ÍF an. In 17 Spielen für die Mannschaft erzielte er im Durchschnitt 10,6 Punkte je Begegnung. Mitte Februar 2025 kehrte Reischel nach Deutschland zurück und schloss sich dem Zweitligisten SG ART Giants Düsseldorf an.

## Nationalmannschaft
Reischel nahm mit der Auswahlmannschaft des Deutschen Basketball Bundes an der U16-Europameisterschaft (B-Gruppe) teil. Hinter Mathis Mönninghoff und Philipp Neumann war er während des Turniers bei einem Schnitt von 11,1 pro Partie drittbester Korbschütze der Deutschen und somit ein Leistungsträger auf dem Weg zum Gewinn der B-EM. 2010 wurde er in die deutsche U18- und 2012 in die deutsche U20-Nationalmannschaft berufen.